# Riaville
Riaville település Franciaországban, Meuse megyében. Lakosainak száma 50 fő (2022. január 1.). Riaville Fresnes-en-Woëvre, Maizeray, Marchéville-en-Woëvre, Pintheville és Saulx-lès-Champlon községekkel határos.

## Népesség
A település népessége az elmúlt években az alábbi módon változott:
| Lakosok száma | 72   | 61   | 52   | 39   | 43   | 42   | 43   | 47   | 49   | 50   |
|               | 1968 | 1982 | 1990 | 2006 | 2013 | 2015 | 2017 | 2019 | 2020 | 2022 |